# Ron Greensmith
Ronald Greensmith (22 tháng 1 năm 1933 – 18 tháng 12 năm 2015) là một cầu thủ bóng đá người Anh từng thi đấu ở vị trí tiền vệ chạy cánh tại Football League cho Sheffield Wednesday và York City và tại bóng đá non-League cho Shiregreen Working Men's Club, Scarborough và Bridlington Town.